# Alessandro Spinola
Il Serenissimo Alessandro Spinola (Genova, 1589 – Genova, 1665) fu il 112º doge della Repubblica di Genova e re di Corsica.

## Biografia

Stemma nobiliare degli Spinola

Nativo di Genova nel 1589 ed esponente della famiglia Spinola, la figura di Alessandro Spinola fu scelta a 23 anni per rendere gli omaggi della Repubblica di Genova all'ambasciatore della corte di Spagna e, altresì, di assisterlo nella sua permanenza genovese. Intorno al 1614 assunse il suo primo incarico statale come protettore dei carcerati poveri e, in seguito, nel magistrato degli Straordinari.
Prima della carica di senatore della Repubblica, ricoprì altre cariche di stato quali protettore del mare, capitano di Rapallo e al magistrato della Moneta o, ancora, nel Banco di San Giorgio.
Fu eletto doge il 9 ottobre del 1654: la sessantasettesima in successione biennale e la centododicesima nella storia repubblicana. In qualità di doge fu investito anche della correlata carica biennale di re di Corsica.
Tra gli avvenimenti del suo dogato è ricordata negli annali la lotta contro la pirateria lungo le coste liguri, la prosecuzione dei lavori dell'Albergo dei Poveri a Genova e una nuova epidemia di peste che decimò la popolazione genovese e i borghi vicini. Terminò il mandato il 9 ottobre del 1656.
Morì a Genova nel corso del 1665 e trovò sepoltura all'interno della chiesa di San Francesco di Castelletto.